# زكريا شهاب
زكريا شهاب وهو مصارع لبناني من مواليد 1927م، وهو والد نجم منتخب لبنان لكرة القدم ونجم نادي الأنصار عبد الفتاح شهاب.
شارك في عدة دورات أولمبية وفاز في الميدالية الفضية للمصارعة في الدورة الأولمبية لعام 1952م، وسافر لعدة بلدان ومنها العراق حيث تصارع مع بطل العراق في المصارعة عوسي الأعظمي وساهم في بطولات رياضية منوعة للمصارعة.

## روابط خارجية
- زكريا شهاب على موقع قاعدة بيانات المصارعة الدولية (الإنجليزية)
- زكريا شهاب على موقع اللجنة الأولمبية الدولية (الإنجليزية)
- زكريا شهاب على موقع أوليمبيديا (الإنجليزية)

## طالع
- رياضة المصارعة في الألعاب الأولمبية الصيفية 1952
- قائمة رافعي العلم اللبناني في الألعاب الأولمبية